# 山口サンデン
山口サンデン（やまぐちさんでん）株式会社は、かつて存在した、山口県西部をエリアとするバス事業者のサンデン交通グループの貸切バス専業のバス事業者である。本社は山口県山口市東山二丁目5番8号。
サンデン交通が平成14年秋に山口駅 - 小郡駅（現・新山口駅） - 宇部中央線を廃止し、当時の山口営業所が管轄する乗合路線が無くなった（高速バスの下関駅 - 山口駅線は当時は小月営業所の管轄）ことに伴い、平成15年4月に山口営業所を分社化する形で営業を開始した。当時はサンデン交通の高速バスの予約業務を受け付けるなど、サンデン交通の山口地区営業窓口としての位置づけがあった。
現在は同じく貸切専業のサンデン観光バス（本社：下関市）と合併し、サンデン観光バス山口営業所となっている。